# Тім Хед
Тім Хед (нар. 1946) — британський художник .

## Біографія
Народився у Лондоні, вищу освіту отримав в Університеті Ньюкасла на Тайні з 1965 по 1969 рік. Серед його сучасних студентів був фронтмен Roxy Music Брайан Феррі . У 1968 році Хед поїхав до Нью-Йорка, де працював асистентом Клаеса Ольденбурга, і познайомився з Робертом Смітсоном, Джоном Кейлом та іншими. Хед навчався на вдосконаленому курсі скульптури, який проводив Баррі Фланаган у Школі мистецтв Святого Мартіна, Лондон, в 1969 році. У 1971 році він працював асистентом Роберта Морріса в його шоу у галереї Тейт. З 1971 по 1979 рік викладав у Коледжі Голдсмітс, Лондон.
У 1987 році Хед виграв 15-ю премію живопису Джона Мурса за свою роботу "Cow Mutations".
Хед виставлявся на міжнародних виставках. Серед його персональних - MoMA, Оксфорд (1972); Художня галерея Уайтчепел, Лондон (1974 та 1992); Британський павільйон, Венеційська бієнале (1980); ICA, Лондон (1985); та Kunstverein Freiburg, Німеччина, та гастролі (1995). Брав участь у групових шоу, включаючи Documenta VI, Кассель (1977); Британське мистецтво зараз: американська перспектива, Музей Соломона Р. Гуггенхайма, Нью-Йорк, і Королівська академія, Лондон (1980); Британське мистецьке шоу, тур мистецької ради (1984).